# Лакедемоновское сельское поселение
Лакедемо́новское се́льское поселе́ние — муниципальное образование в Неклиновском районе Ростовской области.
Административный центр поселения — село Лакедемоновка.

## Административное устройство
В состав Лакедемоновского сельского поселения входят:
- село Лакедемоновка
- село Беглица
- село Гаевка
- хутор Красный Пахарь
- село Малофедоровка
- хутор Чапаева

## Население
| 2010  | 2012  | 2013  | 2014  | 2015  | 2016  | 2017  |
| ----- | ----- | ----- | ----- | ----- | ----- | ----- |
| 4174  | ↘4076 | ↘4014 | ↘3887 | ↘3823 | ↘3819 | ↘3755 |
| 2018  | 2019  | 2020  | 2021  |       |       |       |
| ↘3691 | ↘3586 | ↘3572 | ↗3574 |       |       |       |

Динамика населения
Динамика населения